# Cultura de Ghana

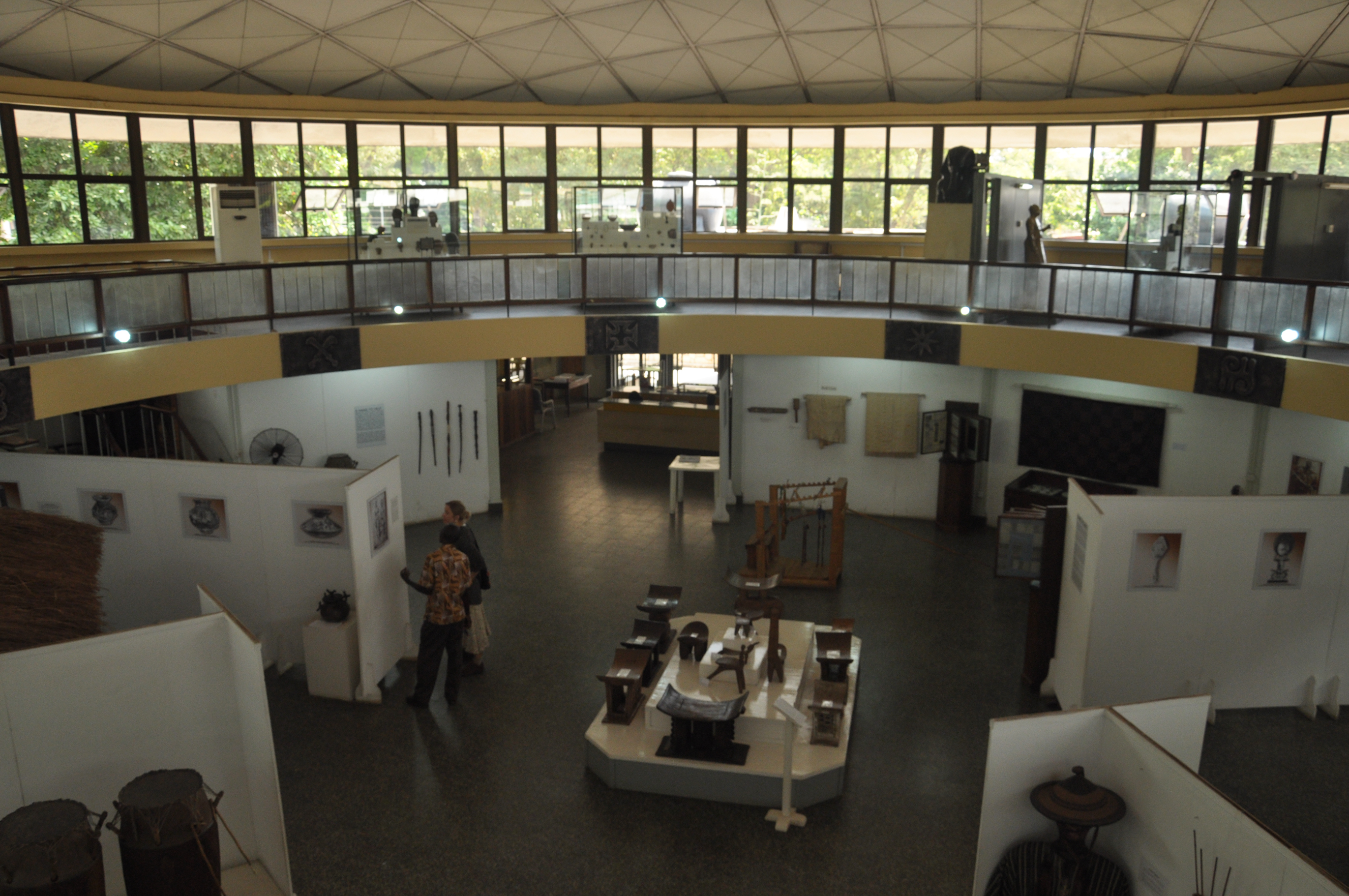
Vista interior del Museo Nacional de la Cultura Ghanéses.

La cultura de Ghana resulta del aporte de más de 60 grupos étnicos que comprenden los 24 millones de habitantes del país. 
Existen 52 idiomas principales y se hablan cientos de dialectos, además del inglés que es el idioma oficial y es hablado por una gran mayoría de los habitantes. Al igual que muchas otras naciones africanas las ricas tradiciones culturales de Ghana presentan diferencias entre grupos étnicos.
El fenómeno cultural más importante lo constituyen los étnicos ritos, conservados desde hace siglos y se celebran en los casamientos, nacimientos de niños y muerte.